# Chip y Dale
Chip y Chop (Chip y Dale en Latinoamérica; También escrito en inglés como Chip 'n Dale) son un dúo de personajes de dibujos animados de producciones y medios de The Walt Disney Company creados en 1943. Como ardillas antropomórficas, sus nombres son un juego de palabras con el nombre del ebanista y diseñador de muebles del siglo XVIII, Thomas Chippendale. Esto fue sugerido por Bill "Tex" Henson, un artista de la historia en el estudio.
Los personajes se introdujeron por primera vez en el corto de Pluto de 1943, Private Pluto, dirigido por Clyde Geronimi, en el que luchan con Pluto sobre si pueden almacenar sus nueces en un cañón de base militar. Tres años más tarde, el director Jack Hannah decidió utilizarlos como coprotagonistas en los cortos del Pato Donald. Hannah dijo:

"Creo que Gerry Geronimi hizo una foto con dos pequeñas ardillas listadas traviesas que simplemente chillaban y parloteaban con una banda sonora acelerada pero sin palabras. Las usó con Pluto... Yo quería usarlas con el Pato pero con un poco más de personalidad en ellos. Así que decidimos poner palabras en sus bocas pero acelerarlas para que apenas pudieras entenderlas... Les dimos a ambos la misma personalidad, pero faltaba algo. A Bill Peet se le ocurrió la sugerencia de hacer uno de ellos un poco tonto para darles dos personalidades diferentes. Inmediatamente vi la ventaja de eso y acepté la sugerencia".

De los dos, se retrata a Chip como seguro, concentrado y con una mente para esquemas lógicos. Dale, por el contrario, es más relajado, tonto e impulsivo, y tiene un sentido del humor muy fuerte. Originalmente, los dos tenían una apariencia muy similar, pero como una forma de distinguirlos, se introdujeron algunas diferencias: Chip tiene una nariz pequeña y negra y dos dientes que sobresalen centrados, mientras que Dale tiene una nariz grande de color rojo oscuro y un espacio prominente entre sus dientes de conejo. Chip también se representa con el pelo liso en la parte superior de la cabeza, mientras que el de Dale tiende a estar despeinado.
En la mayoría de los dibujos animados, se enfrentan con Pluto o el Pato Donald, que actúan como rivales del dúo de ardillas. Se les dio su propia serie en la década de 1950, pero solo resultaron tres dibujos animados con su nombre: Chicken in the Rough (1951), Two Chips and a Miss (1952) y The Lone Chipmunks (1954). El dúo fue nominado al Premio de la Academia al Mejor Cortometraje de Animación, tres veces en cuatro años: en 1946 por Squatter's Rights, en 1947 por Chip an' Dale y en 1949 por Toy Tinkers. En la década de 1980, se convirtieron en los personajes principales de una serie de televisión de media hora, Chip 'n Dale: Rescue Rangers, en la que tienen aventuras como líderes de una agencia de detectives.

## Apariciones

### Cortometrajes

#### SeriePluto
- Private Pluto (1943) - debut como prototipo de los personajes
- Food for Feudin' (1950)

#### SerieMickey Mouse
- Squatter's Rights (1946) - debut con sus apariencias permanentes
- Pluto's Christmas Tree (1952)
- Mickey's Christmas Carol (1983) - cameo

#### SerieDonald Duck
- Chip an' Dale (1947) - debut bajo sus nombres
- Three for Breakfast (1948)
- Winter Storage (1949)
- All in a Nutshell (1949)
- Toy Tinkers (1949)
- Crazy Over Daisy (1950)
- Trailer Horn (1950)
- Out on a Limb (1950)
- Corn Chips (1951)
- Test Pilot Donald (1951)
- Out of Scale (1951)
- Donald Applecore (1952)
- Working for Peanuts (1953)
- Dragon Around (1954)
- Up a Tree (1955)
- Chips Ahoy (1956)

#### SerieChip 'n' Dale
Debido a su popularidad, las ardillas llegaron a protagonizar tres cortometrajes en solitario. Al igual que los cortometrajes de otros personajes de Disney, las caricaturas comenzaban con un estallido estelar con un primer plano de las caras de Chip y Dale, seguido por el título "A Walt Disney Chip 'n' Dale" o "Walt Disney Presents Chip 'n' Dale".
| # | Título               | Director    | Estreno             |
| --- | -------------------- | ----------- | ------------------- |
| 1 | Chicken in the Rough | Jack Hannah | 19 de enero de 1951 |
| Mientras Chip y Dale recogen las bellotas que se les han caído del árbol, se encuentran con un nido con huevos en un gallinero. Un pollito sale del cascarón de uno de los huevos y Dale, al tratar de volver a meter el pollito en el huevo, termina atrapado dentro del cascarón y debajo de la gallina. Cuando rompe el cascarón, finge ser un pollito ante las sospechas del gallo. |                      |             |                     |
| 2 | Two Chips and a Miss | Jack Hannah | 21 de marzo de 1952 |
| Chip y Dale asisten a un club nocturno donde actúa una ardilla llamada Clarice de la que ambos están enamorados, lo que causa que se enfrenten entre ellos para intentar conquistarla. |                      |             |                     |
| 3 | The Lone Chipmunks   | Jack Kinney | 7 de abril de 1954  |
| El juego de Chip y Dale de ladrón y sheriff se vuelve real cuando se enfrentan a Pete, un infame ladrón de bancos por el que ofrecen una recompensa por capturarle. |                      |             |                     |

#### Otros cortometrajes
- Once Upon a Studio (2023) - cameo[4]

### Series de televisión
- Chip 'n Dale: Rescue Rangers (1989): Serie protagonizada por Chip y Dale donde aparecen como Rescatadores, y junto a sus amigos Gadget Hackewrench, Monterey Jack y Zipper resuelven casos y se enfrentan a enemigos como Malacara o el Profesor Notron Nimmul.
- Pato Darkwing (1991): Hacen un cameo en el episodio "El nacimiento de Negapato".
- Quack Pack (1996): Dale hace un cameo en el episodio "Hit the Road, Backwater Jack".
- Mickey Mouse Works (1999): Chip y Dale aparecieron en dos episodios: "Donald And The Big Nut", donde antagonizan con el Pato Donald, y "Mickey's Mixed Nuts", donde antagonizan con Mickey Mouse.
- House of Mouse (2001): Chip y Dale suelen aparecer como invitados en el club titular. Tienen un papel relevante en el episodio "Chip 'n Dale" donde durante la trama roban las nueces del público mientras Donald intenta detenerles.
- La casa de Mickey Mouse (2006): Serie de animación GGI en que Chip y Dale suelen ayudar a Mickey y sus amigos.
- Mickey Mouse Mixed-Up Adventures (2017): Trabajan como mecánicos en el garaje donde están los autos de los protagonistas.
- Patoaventuras (serie de televisión de 2017) (2020): Hacen un cameo en el episodio 3 de la temporada 3, en donde ayudan a Joe McQuack ("Launchpad McQuack") a salir de su celda en donde posteriormente tambien le ayudan a dar una descarga electrica al enemigo.
- Robot Chicken (2005): Serie en la que los personajes son parte de los muchos parodiados.
- Mickey Mouse (2013) y The Wonderful World of Mickey Mouse (2020): Tienen breves apariciones en los episodios de ambas series.
- Chip 'n' Dale: Park Life (2021): En esta serie Chip y Dale viven en un parque donde tienen todo tipo de aventuras.

### Películas
- Mickey's Once Upon a Christmas (1999): Hacen una breve aparición en la primera historia, donde en la mañana de Navidad juegan felizmente con un tren de juguete que han recibido de Santa Claus.
- Chip 'n Dale: Rescue Rangers (2022): El primer largometraje protagonizado por ambas ardillas listadas, una mezcla entre imagen real y animación. La película es una comedia con mucho contenido meta, ya que nos traslada a un mundo en el que conviven humanos y dibujos animados. En la película, ambos son actores de Hollywood que se reencuentran años después de finalizar la serie Rescue Rangers. Cuando los personajes de dibujos animados comienzan a desaparecer, los dos se unen para resolver el misterio.

### Series de cómics
- Walt Disney Comics and Stories #89, #204 (empiezan como personajes habituales) (1940 - Presente)
- Four Color #517, 581, 636. (1942 - Presente)
- Chip 'n' Dale #4 - 30 (Dell) (1952 - 1962)
- Chip 'n Dale #1 - 64 (Gold Key) (1967 - 1984)
- Chip 'n Dale #65 - 83 (Whitman) (1967 - 1984)
- Chip 'n' Dale Rescue Rangers #1 - 17 (Disney) (junio de 1990 - diciembre de 1991)
- Chip 'n' Dale Rescue Rangers #1 - 8 (Boom) (diciembre de 2010 - julio de 2011)

### Videojuegos
- Chip 'n' Dale Rescue Rangers (1990 - Nintendo Entertainment System)
- Chip 'n Dale Rescue Rangers: The Adventures in Nimnul's Castle (1990 - PC)
- Mickey's 123: The Big Surprise Party (1990 - Amiga)
- Chip 'n Dale: Rescue Rangers 2 (1993 - Nintendo Entertainment System)
- Mickey's Racing Adventure (1999 - Game Boy Color)
- Magical Tetris Challenge (1999 - Solo en Game Boy Color)
- Dance Dance Revolution Disney Dancing Museum (2000 - Nintendo 64)
- Pop'n Music Mickey Tunes (2000 - Game Boy Color, Sony PlayStation)
- Dance Dance Revolution Disney Mix (2000/2001 - Arcade, Sony PlayStation)
- Walt Disney World Quest: Magical Racing Tour (2000 - Game Boy Color, Sega Dreamcast, Windows PC, Sony PlayStation)
- Disney's Toontown Online (2001 - PC)
- Chip 'n' Dale Rescue Rangers (2010 - Teléfonos móviles)
- Kingdom Hearts (2002 - PlayStation 2)
- Kingdom Hearts II (2006 - PlayStation 2)
- Kingdom Hearts coded (2007 - Teléfonos móviles)
- Kingdom Hearts Birth by Sleep (2010 - PSP)
- Kingdom Hearts χ (2013 - Teléfonos móviles)
- Disney Magic Kingdoms (2016 - Teléfonos móviles)
- Kingdom Hearts III (2019 - PlayStation 4, Xbox One)

### Canciones
1. Little Girl "Pequeña" - Two Chips and a Miss (1952)
2. The Chipmunk Song (Christmas Don't Be Late) - Disney's Christmas All-Time Favorites (1980)
3. Tema Principal de Chip 'n Dale: Rescue Rangers (1989)
4. El Portazo de Malacara - Chip 'n Dale: Rescue Rangers (1989)
5. Rescue Rangers Rootin Toorin Rangers (1991)
6. Vacación de Chip y Dale - Dance Dance Revolution Disney Dancing Museum (2000)
7. Videojuego - Pop 'n Music Disney Tunes (2000)
8. El Pequeño Desfile de Mickey - La Casa de Mickey Mouse (2010)